# MAC – Museum Art & Cars
Das MAC Museum Art & Cars liegt am Fuße des Berges Hohentwiel in Singen, Deutschland. Auf insgesamt mehr als 4000 Quadratmetern Fläche werden in den beiden Museumsgebäuden MAC 1 und MAC 2 Oldtimer und aktuelle Sportwagen im Dialog mit Kunst ausgestellt. Dabei erfüllt das MAC 1 die Aufgabe, das Stiftungsgut der Südwestdeutschen Kunststiftung zu bewahren und der Öffentlichkeit zugänglich zu machen. Das MAC 2 zeigt internationale Lichtkunst, Video Mapping und Fotografie.

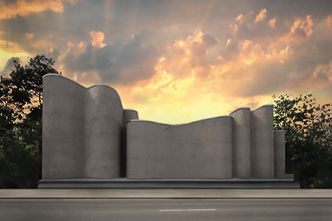
MAC – Museum Art & Cars

## Geschichte
1993 wurde die Südwestdeutsche Kunststiftung mit dem Zweck gegründet, das künstlerische Schaffen der Region nicht nur zu sammeln, sondern auch angemessen zu präsentieren. Der Vorstand besteht aus dem Ehepaar Hermann Maier und Gabriela Unbehaun-Maier sowie dem Singener OB Bernd Häusler. Ihre Bestände sind auf dreieinhalbtausend Objekte klassischer und zeitgenössischer Kunst angewachsen. Das Ehepaar Maier gab das nötige Kapital zum Bau des MAC Museum Art & Cars, während die Stadt Singen das Grundstück Parkstraße 1 in die Stiftung einbrachte.
Das Museumskonzept sollte unter dem Grundsatz Einzigartig anders eine Synthese zwischen Kunst, Automobil und Architektur schaffen. Das MAC1 des MAC Museum Art & Cars wurde zum 20-jährigen Bestehen der Südwestdeutschen Kunststiftung errichtet und am 21. November 2013 mit der Ausstellung Wachgeküsst eröffnet. Damit sollte das Museum zur Heimat der Südwestdeutschen Kunststiftung werden. Die regelmäßigen Wechselausstellungen bieten einen Überblick über die Werke aus der Stiftung, exotische und historische Fahrzeuge und präsentierten internationale Künstler.
Wenige Monate nach der Eröffnung des MAC1 mit rund eintausend m² Ausstellungsfläche entstand die Idee, das Museum um ein zweites Gebäude mit mehr als dreitausend Quadratmetern zu erweitern, um auf größerer Fläche noch mehr automobile Raritäten und Kunst zeigen zu können. Dafür gründete das Stifterehepaar Gabriela Unbehaun-Maier und Hermann Maier die Gabriela-und-Hermann-Maier-Stiftung und ließ in rund zweieinhalb Jahren Bauzeit das MAC 2 errichten. Am 22. und 23. Juni 2019 wurde die Eröffnung gefeiert. 
Das MAC2 legt einen stärkeren Fokus auf technische Kunst, stellt deutlich mehr Fahrzeuge auf vier Ebenen des Gebäudes aus und präsentiert Projektionskunst und Fotografien.

## Architektur
Die Gebäude des MAC 1 und MAC 2 wurden nach Entwürfen des Gottmadinger Architekten Daniel Binder errichtet. Das geschwungene Gebäude des MAC 1 ist eine Idee von Daniel Binder, der über die Architektur eine Verbindung mit dem dahinter aufragenden Singener Hausberg Hohentwiel und dessen Burgruine herstellt. Das MAC1 zeichnet den Burgverlauf des Berges und der Ruine nach, verwendet die graue Farbe des Hohentwiels und fügt sich dadurch harmonisch in die Umgebung ein. Neben der Regionalität symbolisiert die geschwungene Form des Gebäudes auch den Pinselstrich eines Künstlers, um den Bezug zur ausgestellten Kunst zu verdeutlichen. Um diesen Gedanken weiter zu unterstreichen, wurden die feuerfesten Türen des Gebäudes mit bearbeitetem Blech verkleidet. Das Blech dient als Symbol für die Fahrzeuge im Inneren. Das Metall wurde bearbeitet und auf Rasen liegen gelassen, damit sich die Pflanzen in das Material einbrennen und einen dauerhaften Abdruck hinterlassen. So wurde das Tote mit dem Lebendigen verbunden, ähnlich wie das tote Automobil durch Bewegung lebendig wird.
Auch für das MAC2 orientierte sich Daniel Binder an der unmittelbaren Umgebung des Museumsbaus. Mit der Optik von zwei Felsblöcken, die vom Hausberg Hohentwiel herabgestürzt und an der Aach zum Liegen gekommen sind – so die zugrunde liegende Idee – entstand ein außergewöhnliches Museumsensemble. Das Design spiegelt, ähnlich wie im MAC1, das Innere des Baus wider. Das MAC2 legt den Fokus klar auf die technische Seite der Idee des Museums und ist daher viel kantiger mit eindeutigen Linien. Es entsteht dadurch ein moderner Brutalismus, der sich am modernen Automobildesign anlehnt.

## Ausstellungen

### Eröffnungsausstellung im MAC 1
Die Eröffnungsausstellung Wachgeküsst fand von November 2013 bis Oktober 2014 statt. Einen Schwerpunkt bildeten Exponate der Sammlung Ewald Förderer, deren Übernahme die Kunststiftung begründete. Gezeigt wurden u. a. Werke von Max Ackermann, Otto Dix, Erich Heckel, Fritz Winter, HAP Grieshaber, Carl Walter Liner, Rudolf Schoofs, K. R. H. Sonderborg und Herbert Zangs.

### Wechselausstellungen im MAC 1
- 26. Oktober 2014 bis 20. September 2015: Andy Warhol. CARS.: Neben Oldtimern aus der Mercedes-Benz-Classic-Sammlung wurden rund 40 Werke aus Warhols Cars-Serie gezeigt. Der Konzern hatte die Fahrzeugporträts bei dem amerikanischen Pop-Art-Künstler anlässlich des hundertjährigen Geburtstags des Automobils 1986 in Auftrag gegeben. Im MAC Museum Art & Cars wurden die Autos und die zugehörigen Bilder zum ersten Mal gemeinsam ausgestellt.[5]
- 4. Oktober 2015 bis 1. Mai 2016: Bewegte Farbe: Im Erdgeschoss wurde eine Auswahl der BMW Art Cars aus der BMW Art Car Collection, die u. a. von den Künstlern Roy Lichtenstein, Jeff Koons, Andy Warhol oder A. R. Penck gestaltet wurden, präsentiert. Die Gemälde von Herbert Vogt ergänzten das Thema.
- 5. Mai 2016 bis 23. Oktober 2016: Wagen der Erinnerung – I Carro della memoria: Ausstellung seltener Oldtimer aus dem nationalen Automobil Museum Turin (MAuTo) zusammen mit Werken des italienischen Gegenwartkünstlers Marcello Mondazzi.
- 29. Oktober 2016 bis 28. Mai 2017: Farbe I Form I Geschwindigkeit: Hermann Wiehl und Jaguar: Die Geschichte von Jaguar wird mit den Werken des Schwarzwaldkünstlers Hermann Wiehl kombiniert.
- 3. Juni 2017 bis 18. Februar 2018: James Francis Gill – PopArt & Cars, amerikanische Automobilgeschichte in Kombination mit Werken des Pop-Art-Künstlers James Gill.
- 4. März 2018 bis 11. November 2018: Starke Frauen. Von starken Frauen und großen Leidenschaften. Ein Zeitreise über mutige Frauen in Zusammenhang mit Automobilen.
- 23. November bis 22. September 2019: MENSCHEN. Scholz & Elsner. Ein automobiler Querschnitt der 1950er-Jahre, sowie die innere Situation des Menschen in Gemälden von Günter Scholz und Gerhard Elsner.

### Eröffnungsausstellung im MAC 2
- seit 21. Juni 2019: Sport – Design – Eleganz: Auf vier Ebenen und im 18 Meter hohen Lichtdom zeigt die Eröffnungsausstellung im MAC 2 Meilensteine aus der Welt des Automobils und der Designgeschichte, außerdem Lichtkunst, Fotografie und Videomapping. Fotos von Fabian Oefner, Nick Veasey, Rainer W. Schlegelmilch, Werner Eisele und Dino Eisele sind ebenso zu sehen wie Lichtkunst des Konstanzer Künstlers Markus Brenner, Pop-Art von Heiner Meyer, Carbon Art von Alastair Gibson und Werke von Dirk Patschkowski und den Bilderbuben. Auch Raritäten des Schweizer Autoherstellers Monteverdi gehören zu den Exponaten.

## Kultur und Veranstaltungen
Das Konzept der Kulturvermittlung beinhaltet unter anderem Konzerte, Lesungen, Vorträge und Kunstperformances. Im Museumsgarten stehen Statuen des Bildhauers Peter Lenk.

## Publikationen
- Eröffnungsbuch „Wachgeküsst“
- Ilse Friedrich: Von der Natur geformt – zur Architektur des MAC – Museum Art & Cars
- Begleithefte zu den Ausstellungen